# Grünsee (Turracher Höhe)
Der Grünsee ist ein Gebirgssee in 1.765 m Seehöhe auf der Turracher Höhe in Kärnten. Mit einer Fläche von 1,48 ha ist er der kleinste der drei Seen auf der Turracherhöhe, der bis zu 12 Meter tief ist. Die grüne Färbung kommt von Armleuchteralgen der Gattung Chara auf dem Seegrund. Die Hänge um den See sind von Lärchen und Zirben besetzt, der Grünsee gilt als der landschaftlich reizvollste der drei Seen. Er entwässert als einziger von ihnen nach Süden, sein Wasser fließt über den Holzbach und den Stangenbach in die obere Gurk.
Um den See ist ebenfalls ein Landschaftsschutzgebiet (LGBl. Nr. 78/1970, LSG.024) mit 68,5 ha. Es liegt im Biosphärenpark.